# إيتشيمارو غين
إيتشيمارو غين قائد الفرقة الثالثة في أنمي ومانغا بليتش. يتميز بالمكر والدهاء وابتسامته الخبيثة وبرود أعصابه. كان في السابق نائباً للقائد آيزن سوسكى لكنه وصل للبانكاي وأصبح قائداً للفرقة الثالثة. تظاهر بأنه ضد آيزن وأثار الشكوك بأنه يريد التآمر على مجتمع الأرواح والانقلاب عليه وتدميره لكن في النهاية ثبت أنه أحد أتباع آيزن وكان يعمل على تغطية خطته. الزنباكتو الخاص به يسمى شينسو.